# Dorfkirche Großstechau

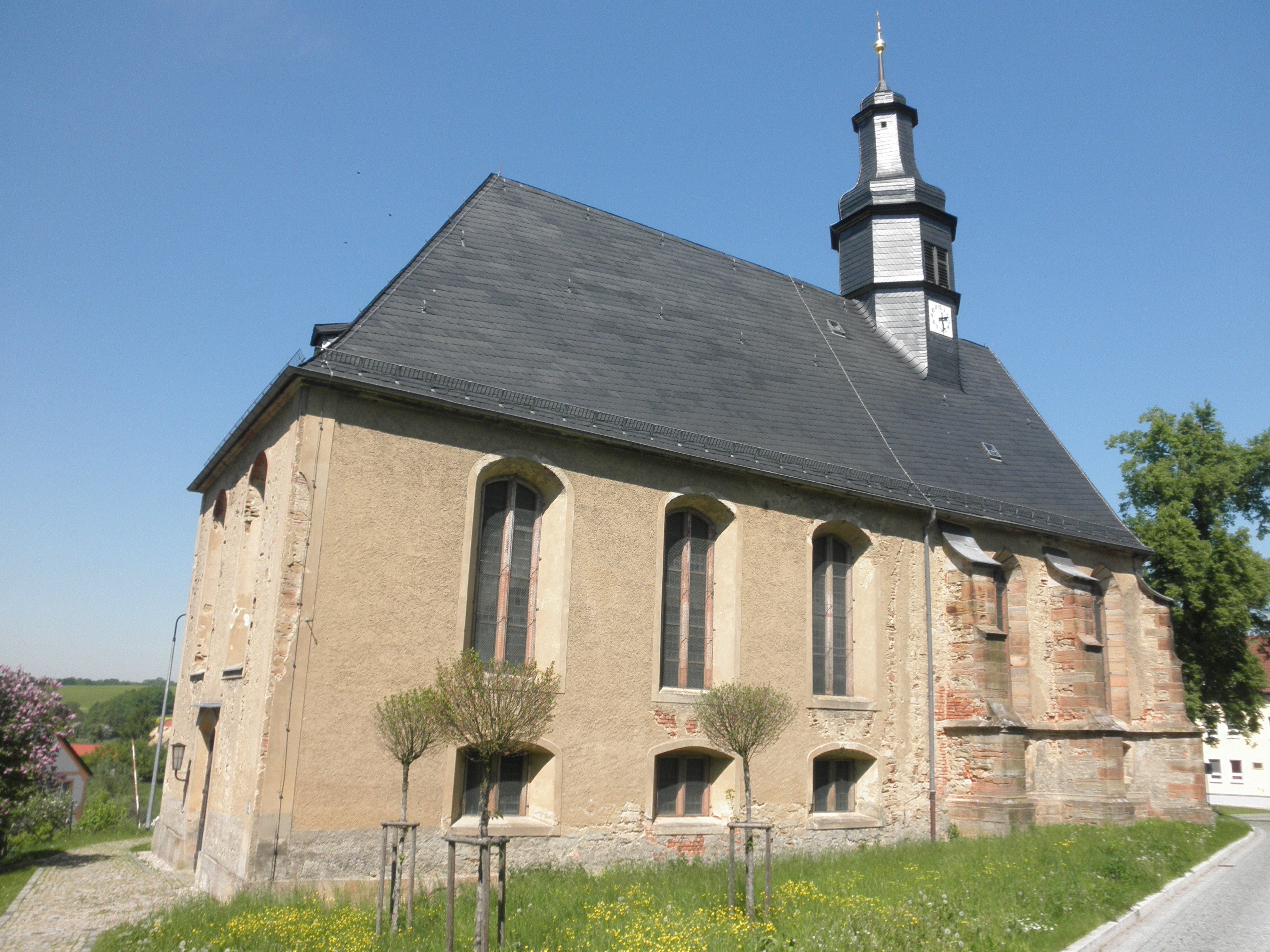
Die Kirche

Die evangelisch-lutherische Dorfkirche Großstechau steht im Ortsteil Großstechau der Gemeinde Löbichau im Landkreis Altenburger Land in Thüringen.

## Geschichte

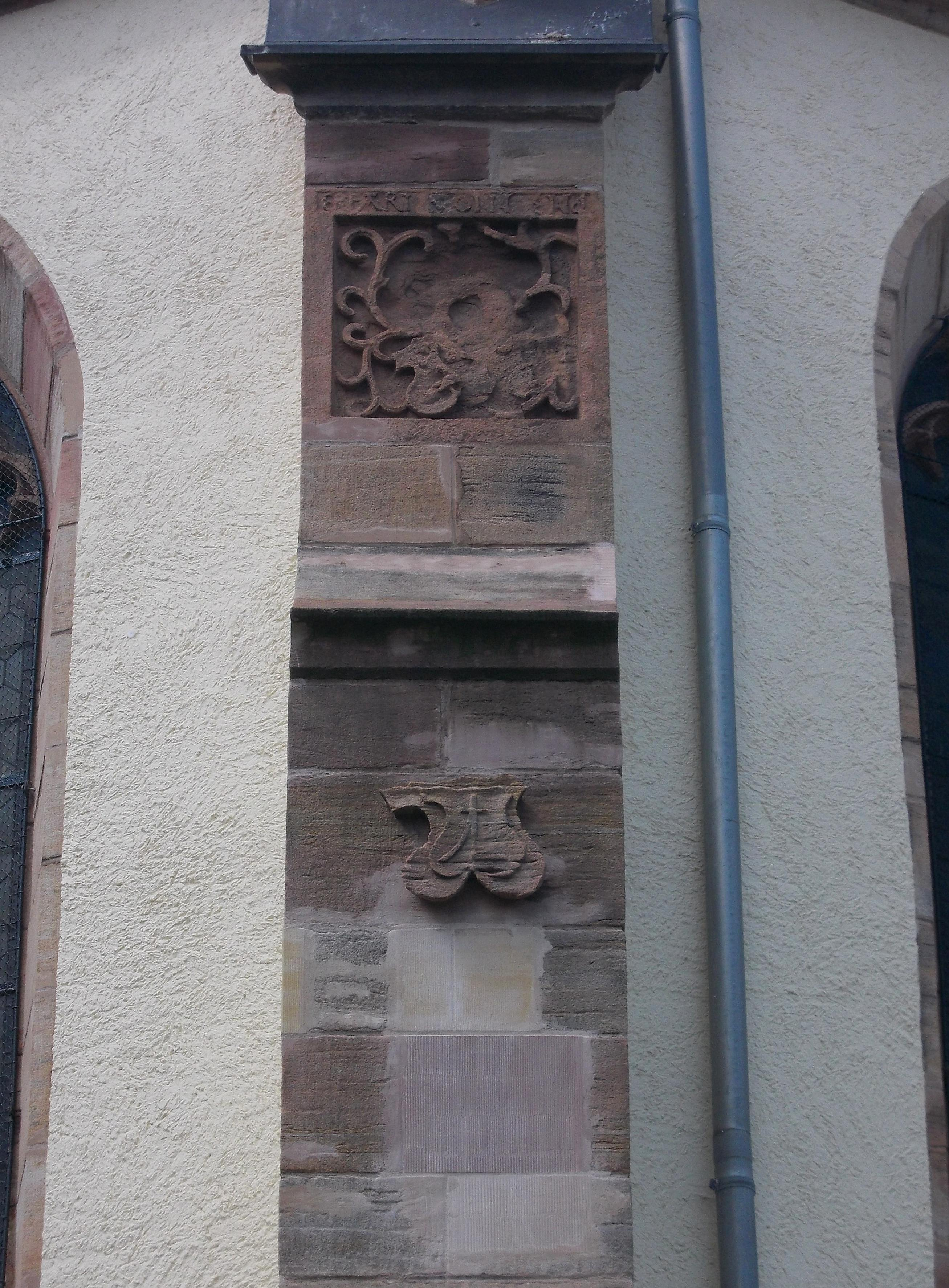
Nordostecke der Kirche mit Inschrift "Erhart vonn End"

Die zweijochige, flachgedeckte Saalkirche mit einem geschlossenen Chor wurde 1494 im Bau vollendet. Der Rittergutsbesitzer Erhard von Ende erbaute sie auch als Patron. 1680 wurde die Orgel angeschafft und an die Nordseite die Sakristei angebaut. 1891 wurden die Fenster viereckig gestaltet. Man verzichtete somit auf das Alte. 1793 unterzog man die Kirche einer Generalreparatur und das Kirchenschiff wurde durch einen Anbau nach Westen erweitert.

## Die Herzogin
Ab 1795 residierte die Herzogin Dorothea von Kurland in Löbichau. Diese Dorfkirche wurde ihre Hauskirche. Der Andachtsraum lag in der Sakristei. Diese Dame stiftete der Kirche eine neue Poppe-Orgel aus Stadtroda. Sie blieb in beiden Weltkriegen verschont. Bis heute zieren die originalen Prospektpfeifen die Orgel.
Als die Herzogin 1821 starb, wurde sie im Hain beigesetzt. Zu Ehren dieser Frau wurde ein Reliefbild in der Herznische angebracht.
1879 erfolgte durch die Firma Opitz die Erweiterung und Renovierung der Orgel statt, die 2006 fortgeführt worden ist.